# Алексеевский переулок (Сестрорецк)
Алексе́евский переу́лок — переулок в городе Сестрорецке (Горская) Курортного района Санкт-Петербурга. Проходит от Алексеевской улицы до Каугиевской улицы.
Название появилось в начале XX века. Происходит от наименования Алексеевской улицы, от которой начинается.
Изначально переулок шел от Алексеевской улицы за Гагаринскую улицу. 31 декабря 2008 года его продлили углом до Каугиевской улицы.

## Перекрёстки
- Алексеевская улица
- Гагаринская улица
- Каугиевская улица